# Willi Eichhorn
Pour les articles homonymes, voir Eichhorn.
Willi Eichhorn est un rameur allemand né le 23 août 1908 et mort le 25 mai 1994. Il a remporté avec Hugo Strauß la médaille d'or des deux sans barreur aux Jeux olympiques d'été de 1936 à Berlin.

## Biographie
Willi Eichhorn, du club d'avion de Mannheim RC, avec Walter Zahn, terminent à la seconde place du championnat d'Allemagne en 1932 et troisième à celui de 1934.
Willi Eichhorn fait ensuite équipe avec Hugo Strauß et ils finissent deuxième du championnat allemand en 1935. L'année suivante, ils remportent le titre et se qualifient pour les jeux olympiques. Durant ces jeux, ils gagnent la troisième course éliminatoire et se qualifient pour la finale. En finale, ils gagnent avec trois secondes d'avance sur les rameurs du Danemark.
En 1938, ils finissent second du championnat.